# Requiem (Rick Róbert)

## A mű
A mise egy először Igor Stravinsky zeneszerző által használt í,szólistákból álló, ún. ensemble zenekarra, valamint kórusra és két szóló énekesre íródott. Az előbb említett "zenekarnak" az a sajátossága, hogy (esetleg a vonósok kivételével) nincsenek benne hangszer-duplikációk. Minden hangszerből csak egy vagy maximum kettő van. Ezenkívül a mű más érdekes megoldásokat is tartalmaz, például szembetűnő, hogy a szokásos alt, szoprán, tenor, basszus szólókombináció helyett a zeneszerző csak basszust és szopránt használ. Ez a művet csak még érdekesebbé teszi.
A tételek:
1. Introitius
2. Dies Irae
3. Liber Scriptus
4. Recordare
5. Ingemisco
6. Confutatis
7. Lacrimosa
8. Offertorium
9. Sanctus & Benedictus
10. Agnus Dei
11. Lux Aeterna
12. Libera Me
13. In Paradisum

A mű ősbemutatója 2018. április tizenkilencedikén volt. Az előadásban közreműködtek a váci Civitas szimfonikus zenekar zenészei, valamint a Weiner Leó zenei középiskola kórusa. A hangszerelés: egy fuvola, két oboa, egy fagott, egy kürt, egy harsona, egy trombita, két hegedű, egy brácsa, egy cselló, egy bőgő, egy zongora, harangjáték. férfi és női kar, valamint két szólista: basszus és szoprán. A mű hossza negyven perc. Az ősbemutatót Sándor Bence vezényelte, az énekesek Murányi Márta és Bodner Oreszt voltak.